# Natalie Grinham
Natalie Marie Grinham (* 16. März 1978 in Toowoomba) ist eine ehemalige australisch-niederländische Squashspielerin.

## Leben
Natalie Grinham wuchs in Australien auf, ihre ein Jahr ältere Schwester Rachael Grinham ist ebenfalls Squashspielerin. Seit 1999 lebt sie in den Niederlanden und erhielt im Februar 2008 die niederländische Staatsbürgerschaft. Sie ist seit 2006 mit dem ehemaligen niederländischen Squashspieler Tommy Berden verheiratet, das Paar hat drei gemeinsame Söhne (* 2010, * 2014 und * 2020).

## Karriere
Natalie Grinham gewann auf der WSA World Tour 21 Titel und stand in 26 weiteren Finals. Sie verzeichnete mit Rang zwei in der Weltrangliste, den sie erstmals im Februar 2007 belegte, ihre beste Platzierung. Gleich viermal stand sie im Finale der Weltmeisterschaft, konnte aber keine der Partien gewinnen. 2004 unterlag Natalie Grinham klar mit 0:3 Vanessa Atkinson, 2006 verlor sie knapp im fünften Satz gegen Nicol David. Im Folgejahr verlor sie erneut mit 0:3, diesmal gegen ihre Schwester Rachael. 2009 musste sie sich abermals Nicol David beugen, diesmal in vier Sätzen. Mit der australischen Nationalmannschaft gewann sie sowohl 2002 als auch 2004 die Weltmeisterschaft. In der Saison 2004 wurde sie außerdem mit ihrer Schwester Rachael Weltmeister im Doppel.
Bei den Commonwealth Games gewann Natalie Grinham mehrere Medaillen. 2002 errang sie Bronze im Doppel mit Schwester Rachael. Bei den Spielen 2006 gewann sie in allen drei Feldern, in denen sie antrat, die Goldmedaille: Im Einzel bezwang sie im Finale ihre Schwester, im Doppel gewann sie wiederum mit Rachael und im Mixed siegte sie an der Seite von Joe Kneipp. Bei den World Games 2009 gewann sie die Silbermedaille hinter Nicol David, 2013 musste sie sich im Finale erneut der Malaysierin geschlagen geben.
Nachdem sie 2008 die niederländische Staatsbürgerschaft erhalten hatte, trat sie ab 2009 für die Niederlande an. Sie war daher auch für die Europameisterschaften spielberechtigt und gewann gleich bei der ersten Teilnahme 2009 den Titel. Diesen Erfolg wiederholte sie 2011. In den Jahren 2012 und 2013 wurde sie Vize-Europameisterin. Sie gewann 2012 ihren zweiten niederländischen Landesmeistertitel und verteidigte diesen 2013.
Sie beendete nach dem Tournament of Champions im Januar 2017 ihre Karriere.

## Erfolge
- Vizeweltmeisterin: 2004, 2006, 2007, 2009
- Weltmeisterin mit der Mannschaft: 2002, 2004
- Weltmeisterin im Doppel: 2004 (mit Rachael Grinham)
- Europameisterin: 2009, 2011
- Vizeeuropameisterin mit der Mannschaft: 2009, 2011
- Gewonnene WSA-Titel: 17
- World Games: 2 × Silber (2009, 2013)
- Commonwealth Games: 3 × Gold (Einzel, Doppel und Mixed 2006), 1 × Bronze (Doppel 2002)
- Niederländischer Meister: 4 Titel (2011–2013, 2016)